# Astorgio Agnensi
Astorgio Agnensi (ur. 1391 w Neapolu, zm. 10 października 1451 w Rzymie) – włoski arcybiskup, kardynał, Kamerling Świętego Kolegium Kardynałów, wielokrotny namiestnik papieski oraz urzędnik Kurii Rzymskiej.

## Życiorys
Astorgio Agnensi urodził się w Neapolu w 1391 roku. 18 września 1411 został wybrany biskupem Mileto. W 1413 został przeniesiony do Ravello, w 1418 do diecezji Melfi-Rapolla-Venosa,  a następnie w 1419 do Ancony.
Agnensi następnie przeniósł się do Rzymu, gdzie obrany został skarbnikiem Kolegium Kardynałów. Od sierpnia 1426 do kwietnia 1427 był gubernatorem Księstwa Spoleto i Marchii Ankońskiej.  On i Barthélémy Texier, mistrz Zakonu Braci Kaznodziejów zostali wysłani do Jesi, aby zająć się heretykami Fraticelli.  8 lutego 1436 r. został arcybiskupem Benevento, zajmował tę pozycję aż do śmierci.
26 marca 1442 papież Eugeniusz IV mianował go wikariuszem in spiritualibus i gubernatorem Rzymu, który to urząd pełnił do 1447. W latach 1445–1449 był także administratorem apostolskim diecezji Canna. We wrześniu 1447 został papieskim gubernatorem Bolonii. Podczas pontyfikatu Eugeniusza IV pełnił funkcję wicekanclerza Świętego Kościoła Rzymskiego. Papież Mikołaj V mianował go kardynałem podczas konsystorza z 20 grudnia 1448. 3 stycznia 1449 otrzymał kościół tytularny Sant'Eusebio. Od 1449 do 1450 był Kamerlingiem Świętego Kolegium Kardynałów.
Zmarł w Rzymie 10 października 1451 roku. Został pochowany w bazylice Santa Maria sopra Minerva.